# 2ª Divisione fucilieri motorizzata delle guardie "Taman'"
La 2ª Divisione fucilieri motorizzata delle guardie "Taman'-M. I. Kalinin" (in russo 2-я гвардейская мотострелковая Таманская дивизия имени М. И. Калинина?, 2-ja gvardejskaja motostrelkovaja Tamanskaja divizija imeni M. I. Kalinina, unità militare 23626) è un'unità di fanteria meccanizzata delle Forze terrestri russe, subordinata alla 1ª Armata corazzata delle guardie del Distretto militare di Mosca e con base a Kalininec.
Conosciuta semplicemente come "Divisione Taman", prima dell'invasione russa dell'Ucraina del 2022 era considerata una delle unità più preparate e meglio equipaggiate dell'esercito russo, e nel corso della sua storia ha svolto anche un importante ruolo politico-militare nel turbolento periodo fra il collasso dell'Unione Sovietica e la formazione della Federazione Russa.

## Storia

### Unione Sovietica
La divisione venne creata l'8 luglio 1940 a Charkiv come 127ª Divisione fucilieri, presso la base della 23ª Divisione fucilieri che era appena stata trasferita per prendere parte all'occupazione sovietica dei paesi baltici. Nel maggio 1941 fu schierata a Ržyščiv e inquadrata nel 25º Corpo fucilieri della 19ª Armata, andando a formare la riserva del comando supremo. Poco dopo lo scoppio dell'Operazione Barbarossa le altre due divisioni del corpo, la 134ª e la 162ª, vennero distrutte alla periferia di Vicebsk fra l'11 e il 16 giugno, perciò la divisione fu reindirizzata a Smolensk e riassegnata al 34º Corpo fucilieri. Ricevette il battesimo del fuoco durante la battaglia di Smolensk nel luglio 1941. In seguito alla sconfitta dell'Armata Rossa si ritirò a est del Dnepr, attraversando il fiume a sud di Jarcevo il 4 agosto. Venne poi trasferita nelle retrovie a Dorogobuž per riorganizzarsi, venendo rinforzata con un nuovo reggimento di fanteria.
Per essersi distinta in combattimento venne promossa a unità delle guardie, venendo rinominata 2ª Divisione fucilieri delle guardie il 18 settembre 1941. Alla fine di settembre combatté nell'area di Hluchiv, prima di essere rischierata sulla linea Kokorevka-Dmitriev L'govskij. A causa del deterioramento della situazione fu costretta a ritirarsi in direzione di Kursk. Dal 7 al 10 ottobre venne circondata sulla riva sinistra del Sejm, ma riuscì a sfondare l'accerchiamento il 12 ottobre e assumere posizione alla periferia di Kursk, dove prese parte a una decisiva battaglia difensiva presso il villaggio di Tim. Il 22 dicembre 1941 iniziò ad avanzare, nell'ambito della controffensiva invernale sovietica, attraverso i distretti di Čeremisinovskij e Sovetskij dell'oblast' di Kursk. Entro il 28 gennaio 1942 la divisione raggiunse Staryj Oskol.
Nel marzo 1942 la divisione partecipò all'offensiva su Taganrog, mentre durante l'estate fu schierata lungo il fiume Baksan nell'ambito della battaglia del Caucaso. A dicembre andò nuovamente all'attacco, liberando diversi insediamenti ma fallendo nell'inseguimento del nemico a causa dell'impreparazione offensiva dell'unità. Il 6 gennaio 1943 combatté pesanti battaglie per la conquista di Nal'čik, capitale della Cabardino-Balcaria, facendo irruzione in città e occupandola dopo feroci scontri per le strade. Nei giorni successivi liberò anche le città di Essentuki e Čerkessk, rispettivamente l'11 e il 17 gennaio. Per la condotta esemplare durante i combattimenti per la liberazione del Caucaso settentrionale e del Kuban' venne insignita dell'Ordine della Bandiera rossa il 19 giugno 1943.
Fra settembre e ottobre 1943 prese parte all'offensiva Novorossijsk-Taman, venendo intitolata alla penisola di Taman' il 9 ottobre per i meriti dimostrati in combattimento nella regione. La divisione agì da punta di lancia durante l'Operazione Kerč'-Ėl'tigen, attraversando lo stretto di Kerč' nella notte del 3 novembre 1943 e conquistando una testa di ponte che permise lo sbarco delle unità successive. Nel 1944 partecipò all'offensiva di Crimea, liberando Alušta il 15 aprile. Per queste azioni venne insignita dell'Ordine di Suvorov il 24 maggio 1944.
Dopo un periodo trascorso nelle retrovie per riorganizzarsi, venne trasferita al 1º Fronte baltico l'8 luglio 1944, dove entrò in azione durante l'offensiva di Šiauliai e nella battaglia di Memel. Nel dicembre 1944 fu trasferita al 3º Fronte bielorusso e combatté nell'offensiva della Prussia Orientale fra gennaio e aprile 1945. Terminò la seconda guerra mondiale presso Primorsk.
Nel settembre 1945 venne rischierata nel distretto di Naro-Fominskij dell'oblast' di Mosca. Il 2 luglio 1946 venne ufficialmente intitolata a M. I. Kalinin. La divisione fu richiamata a Mosca per garantire la sicurezza in seguito alla morte di Stalin, avvenuta il 5 marzo 1953. Il 29 dicembre venne riorganizzata come 23ª Divisione meccanizzata delle guardie. Il 5 giugno 1957 fu rinominata in 23ª Divisione fucilieri motorizzata delle guardie, tuttavia al fine di preservare le tradizioni di combattimento dell'unità il 17 novembre 1964 ottenne l'attuale denominazione di 2ª Divisione fucilieri motorizzata delle guardie. Nel 1983 il 404º Reggimento della divisione venne distaccato, andando a formare la 27ª Brigata fucilieri motorizzata delle guardie. Il 26 aprile 1985 le è stato conferito l'Ordine della Rivoluzione d'Ottobre.
La divisione ha svolto un ruolo di primo piano in due delle principali crisi politiche della recente storia sovietica e russa. Nel 1991 è stata una delle divisioni dispiegate a Mosca come parte del tentato colpo di stato ai danni del presidente sovietico Michail Gorbačëv. Tuttavia un'unità corazzata della divisione ha cambiato fazione al momento decisivo. Boris El'cin ha tenuto un discorso stando in piedi sul carro armato n. 110, rafforzando significativamente la propria posizione in patria e all'estero.

### Federazione Russa

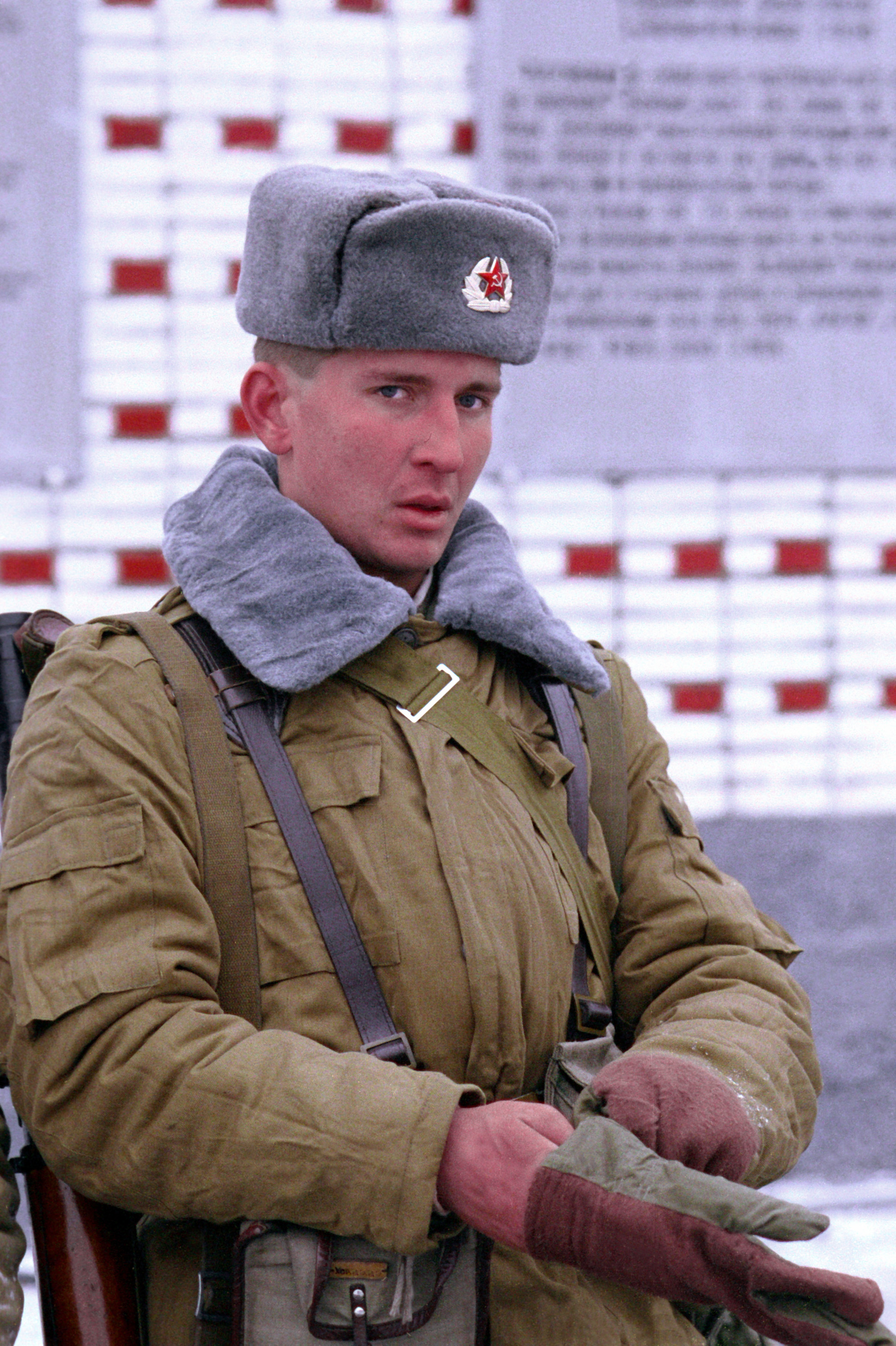
Soldato della Divisione Taman a Mosca, 1992

Due anni dopo i fatti del 1991 la divisione ha nuovamente giocato un ruolo cruciale a supporto di El'cin nel corso della crisi del 1993 fra il presidente e il parlamento russo. Il 4 ottobre carri armati della divisione hanno aperto il fuoco contro il palazzo del parlamento.
Elementi della divisione hanno preso parte alla seconda guerra cecena fra il 1999 e il 2000, con il 15º Reggimento che è rimasto schierato presso Argun anche dopo la fine dei combattimenti per mantenere la sicurezza della regione.
Nel 2007 il 1º Reggimento fucilieri della divisione è stato il primo reparto dell'esercito russo a ricevere i nuovi carri armati T-90 in sostituzione dei vecchi T-80. Il 15 maggio 2009 la divisione è stata sciolta, nell'ambito della seconda riforma Putin delle forze armate russe, venendo sostituita da due nuove brigate: la 5ª Brigata fucilieri motorizzata delle guardie, che ha ereditato le tradizioni e i titoli della divisione, e l'8ª Brigata fucilieri motorizzata da montagna delle guardie "Čortkiv", creata a partire dal 1º Reggimento corazzato.
La divisione è stata ricostituita nel 2013 per ordine del ministro della difesa Sergej Šojgu, a partire dai reparti inquadrati nella 5ª e nell'8ª Brigata. Questo ordine seguiva le intenzioni del presidente russo Vladimir Putin di "rafforzare la continuità storica" delle forze armate ripristinando celebri formazioni militari del passato, come la 2ª Divisione "Taman" e la 4ª Divisione "Kantemirovka". Nel 2015 è stata ricostituita anche la celebre 1ª Armata corazzata delle guardie, includendo le due divisioni appena ricreate. Era previsto che nel 2020 il 1º Reggimento corazzato della divisione sarebbe stata una delle prime unità a ricevere i nuovi carri T-14 Armata, che tuttavia al 2023 si trovano ancora allo stato di prototipo.

#### Guerra russo-ucraina
Nel 2022 la divisione ha preso parte all'invasione russa dell'Ucraina, operando nell'area fra Charkiv e Sumy, dove quattro BTG hanno circondato la città difesa dalla 117ª Brigata di difesa territoriale. Elementi della divisione si sono spinti in direzione di Kiev fino a raggiungere Brovary. Il 1º Reggimento corazzato ha subito immediatamente numerose perdite, e già il 3 marzo gli ucraini hanno catturato 22 carri armati e numerosi ufficiali, fra cui il vice comandante del reggimento e un comandante di battaglione. Il 10 aprile è stato ucciso in azione il comandante del 1º Reggimento fucilieri, tenente colonnello Denis Mežujev. La divisione, così come l'intera 1ª Armata corazzata delle guardie, è stata attaccata alle spalle dalle forze ucraine alla fine di marzo, le quali dopo aver riaperto la strada per Sumy e sfondato a Ochtyrka hanno raggiunto le retrovie russe già piagate dalla mancanza di rifornimenti, causando così il collasso dell'intero fronte russo che si estendeva dal confine ucraino verso Kiev. In particolare la 93ª Brigata meccanizzata ucraina, supportata da numerosi battaglioni di fanteria, ha affrontato gli ultimi 5 BTG della divisione lasciati di retroguardia nella regione di Sumy dopo il ritiro del grosso della 1ª Armata nell'oblast' di Kursk.
Dopo il fallimento dell'offensiva su Kiev e il ritiro delle truppe russe dall'Ucraina settentrionale, ad aprile la divisione è stata concentrata nella zona di Izjum, da dove è andata all'assalto di Barvinkove in cooperazione con la 3ª Divisione fucilieri motorizzata. A giugno ha invece operato verso sudest in direzione di Slov"jans'k. L'11 luglio, durante gli scontri in questa regione, è stato ucciso anche il nuovo comandante del 1º Reggimento fucilieri motorizzato, maggiore Aleksandr Ananičev. A settembre la divisione è stata investita dalla controffensiva ucraina nella regione di Charkiv, rischiando l'accerchiamento a ovest del fiume Oskol e venendo costretta a ritirarsi abbandonando diversi mezzi pesanti. Dopo aver ripianato le perdite grazie alla mobilitazione ordinata in Russia, a partire da dicembre è stata schierata a difesa dell'area di Svatove insieme alla 4ª Divisione corazzata delle guardie. I suoi tre reggimenti mobili hanno trascorso un periodo in Bielorussia al fine di addestrare le nuove reclute.
Ad agosto 2023 la divisione, con l'intera 1ª Armata corazzata delle guardie, è andata all'offensiva in direzione di Kup"jans'k contro le posizioni ucraine, tenute principalmente dalla 14ª e dalla 67ª Brigata meccanizzata rinforzate da elementi della 95ª Brigata d'assalto aereo, non riuscendo però ad avanzare nonostante la superiorità numerica. Nell'ottobre successivo è morto il vice capo di stato maggiore e responsabile delle comunicazioni del 15º Reggimento, maggiore Aleksandr Lifanovskij, in seguito alle ferite riportate dopo un attacco di artiglieria ucraina. Nell'aprile 2024 il 1º Reggimento corazzato e il 15º Reggimento fucilieri motorizzato della divisione, insieme ad elementi della 27ª Brigata fucilieri motorizzata e un reggimento della 4ª Divisione corazzata, hanno attaccato senza successo le posizioni ucraine a nordovest di Svatove. Il 3 maggio un attacco missilistico effettuato dai sistemi HIMARS ucraini ha colpito il quatier generale del 1º Reggimento corazzato, uccidendo numerosi ufficiali fra cui il comandante, colonnello Denis Lapin, figlio del generale Aleksandr Lapin. A partire dal 10 maggio elementi della divisione, in particolare del 1º Reggimento fucilieri motorizzato, hanno preso parte alla nuova offensiva russa nella regione di Charkiv, operando in direzione di Vovčans'k. All'inizio di settembre il 1º Reggimento corazzato e il 15º Reggimento fucilieri motorizzato della divisione sono stati impiegati in attacchi volti a raggiungere il fiume Oskol a ovest di Svatove, guadagnando terreno a discapito della 77ª Brigata aeromobile. Nei giorni successivi hanno continuato ad attaccare verso ovest, cercando di sfruttare il successo ottenuto con la caduta di Piščane, scontrandosi con la 110ª Brigata di difesa territoriale. A partire da ottobre ha rinnovato i suoi sforzi nell'area a est di Kup"jans'k, cercando senza successo di isolare le forze ucraine a nord di Kruhljakivka. Il 7 gennaio 2025 in questo settore è stato catturato dalle truppe ucraine Gianni Cenni, cittadino italiano residente a Samara arruolatosi nel 1º Reggimento corazzato il 13 novembre 2024.
Nel marzo 2025 il 1º Reggimento fucilieri motorizzato e il 1º Reggimento corazzato, dopo quasi un anno di impiego in direzione di Kup"jans'k, sono stati trasferiti a sud, nei pressi del villaggio di Terny, per supportare gli sforzi offensivi russi a ovest del fiume Žerebec'.

## Struttura
- Comando di divisione[42]
- 1º Reggimento fucilieri motorizzato delle guardie "Sebastopoli-60º Anniversario dell'URSS" (unità militare 31135)
  - 1º Battaglione fucilieri motorizzato
  - 2º Battaglione fucilieri motorizzato
  - 3º Battaglione fucilieri motorizzato
  - Battaglione corazzato (T-90M)
  - Battaglione artiglieria semovente (2S1 Gvozdika)
  - Battaglione artiglieria missilistica contraerei (9K35 Strela-10 e 2K22 Tunguska)
  - Unità di supporto
- 15º Reggimento fucilieri motorizzato delle guardie "Šavli" (unità militare 31134)
  - 1º Battaglione fucilieri motorizzato
  - 2º Battaglione fucilieri motorizzato
  - 3º Battaglione fucilieri motorizzato
  - Battaglione corazzato (T-72B3)
  - Battaglione artiglieria semovente (2S1 Gvozdika)
  - Battaglione artiglieria missilistica contraerei (9K35 Strela-10 e 2K22 Tunguska)
  - Unità di supporto
- 1º Reggimento corazzato delle guardie "Čortkiv-Maresciallo delle truppe corazzate M. E. Katukov" (unità militare 58198)
  - 1º Battaglione corazzato (T-72B)
  - 2º Battaglione corazzato (T-72B)
  - 3º Battaglione corazzato (T-72B)
  - Battaglione fucilieri motorizzato
  - Battaglione artiglieria campale (2A65 Msta-B)
  - Battaglione artiglieria missilistica contraerei (9K35 Strela-10 e 2K22 Tunguska)
  - Unità di supporto
- 147º Reggimento artiglieria semovente delle guardie "Sinferopoli" (unità militare 73966)
  - 1º Battaglione artiglieria semovente (2S19 Msta-S)
  - 2º Battaglione artiglieria semovente (2S19 Msta-S)
  - Battaglione artiglieria lanciarazzi (9K51 Tornado-G)
  - Unità di supporto
- 1117º Reggimento missilistico contraereo (Tor-M2) (unità militare 51382)
- 1174º Battaglione artiglieria controcarri (MT-12 Rapira e 9M123 Khrizantema) (unità militare 51381)
- 136º Battaglione ricognizione delle guardie (unità militare 51387)
- 211º Battaglione genio delle guardie (unità militare 77707)
- 47º Battaglione comunicazioni delle guardie (unità militare 56139)
- 1063º Battaglione logistico (unità militare 56166)
- 370º Battaglione medico (unità militare 57062)
- Compagnia comando
- Compagnia guerra elettronica
- Compagnia UAV
- Compagnia difesa NBC

## Comandanti

### Unione Sovietica
- Maggior generale Timofej Korneev (1940-1941)
- Maggior generale Adrian Akimenko (1941-1942)
- Colonnello Konstantin Neverov (1942)
- Maggior generale Fëdor Zacharov (1942-1943)
- Maggior generale Adam Turčinskij (1943-1944)
- Maggior generale Nikita Samochvalov (1944-1945)
- Maggior generale Iosif Maksimovič (1945)
- Colonnello Igor' Musatov (1945)
- Colonnello Viktor Chatemkin (1945)
- Maggior generale Georgij Gogolicyn (1945-1946)
- Maggior generale Stepan Bun'kov (1946)
- Maggior generale Denis Michajlov (1946-1947)
- Maggior generale Vladimir Komarov (1947-1950)
- Maggior generale Fëdor Bočkov (1950-1954)
- Maggior generale Pëtr Belik (1954-1956)
- Maggior generale Anatolij Banzukov (1956-1958)
- Maggior generale Ivan Ivliev (1958-1962)
- Maggior generale Ivan Vološin (1962-1965)
- Maggior generale Ivan Teniščev (1965-1968)
- Maggior generale Nikolaj Komarov (1968-1969)
- Maggior generale Leonid Kuznecov (1969-1971)
- Maggior generale Jurij Chvorost'janov (1971-1977)
- Maggior generale Gennadij Lobačëv (1977-1979)
- Maggior generale Vladislav Polkovnicyn (1979-1982)
- Maggior generale Leonid Zolotov (1982-1985)
- Maggior generale Aleksandr Maryin (1988-1988)
- Maggior generale Valerij Marčenkov (1988-1992)

### Federazione Russa
- Maggior generale Valerij Evnevič (1992-1995)
- Maggior generale Vjačeslav Borisov (1995-1996)
- Maggior generale Evgenij Lazebin (1996-1998)
- Colonnello Grigorij Loktionov (1998-2000)
- Maggior generale Aleksandr Studenikin (2000-2001)
- Maggior generale Andrej Gluščenko (2001-2007)
- Colonnello Aleksandr Čajko (2007-2009)
- Maggior generale Andrej Syčevoj (2013-2014)
- Maggior generale Aleksandr Sančik (2014-2015)
- Maggior generale Andrej Pjataev (2015-2018)
- Maggior generale Evgenij Nikitin (2018-2020)
- Colonnello Sergej Medvedev (2020-in carica)